# Metalobosia ducalis
Metalobosia ducalis är en fjärilsart som beskrevs av William Schaus 1911. Metalobosia ducalis ingår i släktet Metalobosia och familjen björnspinnare. Inga underarter finns listade i Catalogue of Life.